# Алессандро Вентурелла
Алессандро «Vman» Вентурелла (англ. Alessandro Venturella) — британський музикант, нинішній басист американського хеві-метал гурту Slipknot. Раніше він працював соло-гітаристом у групах Krokodil та Cry for Silence. На початку своєї кар'єри він був гітарним техніком Брента Хіндса з Mastodon, Coheed і Cambria, Architects і Fightstar.

## Slipknot
3 7 жовтня 2014 року фронтмен Slipknot Корі Тейлор був здивований тим, що Venturella був впізнаний за грою на бас-гітарі у відеокліпі Slipknot на пісню «The Devil in I». Про унікальне татуювання Вентурелли на лівій руці повідомляло видання Metal Chapel News, попри те, що всі музиканти у відео були в масках. Тейлор сказав про Venturella і барабанщика відео: «Він ще не є офіційним учасником гурту, але це людина, яка грає з групою… Час покаже, чи є він повноцінним учасником гурту». 25 і 26 жовтня Venturella вперше виступив з гуртом наживо на фестивалі Knotfest 2014.
3 грудня 2014 року колишній барабанний технік Slipknot опублікував фотографію зі списком учасників гурту на гастролях, на якій видно, що басист Venturella і барабанщик Джей Вайнберг гастролюють разом із групою. Зрештою, Джим Рут офіційно оголосив про те, що Вентурелла є басистом гурту, в інтерв'ю Ultimate-Guitar 13 травня 2015 року.
2 серпня 2015 року під час концерту в Хартфорді, штат Коннектикут, у Вентурелли стався невідомий невідкладний стан здоров'я, у зв'язку з чим він був терміново госпіталізований до лікарні. Наступного дня стало відомо, що Вентурелла постраждав від зневоднення під час виступу напередодні ввечері, і повернеться на сцену 4 серпня 2015 року в Менсфілді, штат Массачусетс, де він виступав за лаштунками.

## Особисте життя
Вентурелла одружився з Лізою Грем 13 липня 2020 року.

## Дискографія
з Cry For Silence
- Though The Priceious Words (2001)[5]
- The Longest Day (2004)[6]
- The Glorious Dead (2008)[7]

з Krokodil
- Shatter / Dead Man's Path Ltd. 7 (2014)
- Nachash (2014)

зі Slipknot
- .5: The Gray Chapter (2014)
- All Out Life (2018)
- We Are Not Your Kind (2019)
- The End, So Far (2022)